# Caymanostellidae
Famille
Les Caymanostellidae sont une famille d'étoiles de mer (Asteroidea) de l'ordre des Velatida.

## Systématique
La famille des Caymanostellidae a été créée en 1974 par le zoologiste et océanologue russe Gueorgui Mikhaïlovitch Belyaev (d) (1913-1994), basé sur 13 spécimens collectés entre 6740 et 6780 mètres de profondeur dans la mer des Caraïbes.

## Morphologie
Cette famille comporte des individus petits (diamètre maximum de 3 centimètres) à symétrie pentagonale ou sub-pentagonale et dont la morphologie diffère de toutes autres familles Asteroidea.

## Liste des genres et espèces
Selon World Register of Marine Species (30 mai 2014) :
- genre Belyaevostella Rowe, 1989
  - Belyaevostella hispida (Aziz & Jangoux, 1984)
  - Belyaevostella hyugaensis Fujita, Stampanato & Jangoux, 1994
- genre Caymanostella Belyaev, 1974
  - Caymanostella admiranda Belyaev & Litvinova, 1977
  - Caymanostella madagascariensis Belyaev & Litvinova, 1991
  - Caymanostella phorcynis Rowe, 1989
  - Caymanostella spinimarginata Belyaev, 1974
- genre Crinitostella Martin-Cao-Romero, Solis-Marin & Bribiesca-Contreras, 2021
  - Crinitostella laguardai Martin-Cao-Romero, Solis-Marin and Bribiesca-Contreras, 2021